# Resolución 1521 del Consejo de Seguridad de las Naciones Unidas
La resolución 1521 del Consejo de Seguridad de las Naciones Unidas, adoptada por unanimidad el 22 de diciembre de 2003, tras recordar todas las resoluciones anteriores sobre la situación en Liberia y África Occidental, estableció un órgano de vigilancia para supervisar las sanciones internacionales contra Liberia.  Fue la última resolución del Consejo de Seguridad adoptada en 2003.

## Resolución
En el preámbulo de la resolución, el Consejo expresó su preocupación por las conclusiones de un grupo de expertos de que siguen produciéndose violaciones de las sanciones impuestas por la Resolución 1343 (2001). Acogió con satisfacción el acuerdo de paz firmado por el Gobierno liberiano, Liberianos Unidos para la Reconciliación y la Democracia (LURD) y el Movimiento para la Democracia en Liberia (MODEL) el 18 de agosto de 2003 y que el Gobierno Nacional de Transición de Liberia, presidido por Gyude Bryant, asumiera el poder el 14 de octubre de 2003. Se instó a los Estados de la región a construir una paz duradera a través de la Comunidad Económica de los Estados de África Occidental (CEDEAO), el Grupo de Contacto Internacional sobre Liberia, la Unión del Río Mano y el Proceso de Rabat.
Además, existía preocupación por el hecho de que el acuerdo de paz no se estaba aplicando en toda Liberia, especialmente en zonas donde no se había desplegado la Misión de las Naciones Unidas en Liberia (UNMIL). El Consejo reconoció la conexión entre la explotación y el comercio ilegal de recursos naturales y la proliferación del tráfico de armas que alimenta los conflictos en África Occidental. Determinó que la situación, la proliferación de armas y los actores no estatales armados, incluidos mercenarios, en la región seguían constituyendo una amenaza para la paz y la seguridad internacionales.
La resolución se dividió en dos secciones, ambas promulgadas bajo el Capítulo VII de la Carta de las Naciones Unidas, lo que hace que sus disposiciones sean legalmente ejecutables.
El Consejo de Seguridad recordó las resoluciones 1343, 1408 (2002), 1478 (2003), 1497 (2003) y 1509 (2003), y tomó nota de los cambios en las circunstancias, incluida la salida del expresidente Charles Taylor y los avances en el proceso de paz en Sierra Leona .  A este respecto, se disolvió el Comité anterior y se levantaron las prohibiciones a la venta o suministro de armas, diamantes, madera y viajes .
Al mismo tiempo, se volvieron a imponer las restricciones por un período de doce meses y se hicieron exenciones pertinentes en relación con las Naciones Unidas.  Las medidas finalizarían una vez que el Consejo determinara que se ha respetado plenamente el alto el fuego liberiano; se han completado el desarme, la desmovilización, la reintegración, la repatriación y la reestructuración del sector de la seguridad; se ha aplicado el acuerdo de paz; se ha establecido un régimen de certificados de origen para diamantes y se ha mantenido la estabilidad en Liberia y la subregión. También se instó al gobierno de transición a sumarse al Proceso de Kimberley y establecer su autoridad sobre las zonas productoras de madera, incluso mediante mecanismos de supervisión, lo antes posible.  Se instó a la comunidad internacional a brindar asistencia al gobierno de transición durante estos procesos.  Las medidas se revisarían antes del 17 de junio de 2004.
Por último, se instó al gobierno de transición a informar a la población liberiana sobre el contenido de la resolución actual, incluidos los criterios para el levantamiento de las sanciones.